# NGC 6443
NGC 6443 is een spiraalvormig sterrenstelsel in het sterrenbeeld Hercules. Het hemelobject werd op 22 oktober 1886 ontdekt door de Amerikaanse astronoom Lewis A. Swift.

## Synoniemen
- UGC 10967
- MCG 8-32-18
- ZWG 253.33
- PGC 60783